# Gran Premi de la Xina del 2012
El Gran Premi de la Xina de Fórmula 1 de la temporada 2012 s'ha disputat al Circuit de Xangai, del 13 al 15 d'abril del 2012.

## Resultats
Classificacions extretes de la plana oficial de la F1

## Resultats de la qualificació
| Pos                                   | No | Pilot              | Constructor           | Part 1   | Part 2   | Part 3      | Sortida |
| ------------------------------------- | -- | ------------------ | --------------------- | -------- | -------- | ----------- | ------- |
| 1                                     | 8  | Nico Rosberg       | Mercedes GP           | 1:36.875 | 1:35.725 | 1:35.121    | 1       |
| 2                                     | 4  | Lewis Hamilton     | McLaren-Mercedes      | 1:36.763 | 1:35.902 | 1:35.626    | 71      |
| 3                                     | 7  | Michael Schumacher | Mercedes GP           | 1:36.797 | 1:35.794 | 1:35.691    | 2       |
| 4                                     | 14 | Kamui Kobayashi    | Sauber-Ferrari        | 1:36.863 | 1:35.853 | 1:35.784    | 3       |
| 5                                     | 9  | Kimi Räikkönen     | Lotus F1 Team-Renault | 1:36.850 | 1:35.921 | 1:35.898    | 4       |
| 6                                     | 3  | Jenson Button      | McLaren-Mercedes      | 1:36.746 | 1:35.942 | 1:36.191    | 5       |
| 7                                     | 2  | Mark Webber        | Red Bull-Renault      | 1:36.682 | 1:35.700 | 1:36.290    | 6       |
| 8                                     | 15 | Sergio Pérez       | Sauber-Ferrari        | 1:36.198 | 1:35.831 | 1:36.524    | 8       |
| 9                                     | 5  | Fernando Alonso    | Ferrari               | 1:36.292 | 1:35.982 | 1:36.622    | 9       |
| 10                                    | 10 | Romain Grosjean    | Lotus F1 Team-Renault | 1:36.343 | 1:35.903 | Sense temps | 10      |
| 11                                    | 1  | Sebastian Vettel   | Red Bull-Renault      | 1:36.911 | 1:36.031 |             | 11      |
| 12                                    | 6  | Felipe Massa       | Ferrari               | 1:36.556 | 1:36.255 |             | 12      |
| 13                                    | 18 | Pastor Maldonado   | Williams-Renault      | 1:36.528 | 1:36.283 |             | 13      |
| 14                                    | 19 | Bruno Senna        | Williams-Renault      | 1:36.674 | 1:36.289 |             | 14      |
| 15                                    | 11 | Paul di Resta      | Force India-Mercedes  | 1:36.639 | 1:36.317 |             | 15      |
| 16                                    | 12 | Nico Hülkenberg    | Force India-Mercedes  | 1:36.921 | 1:36.745 |             | 16      |
| 17                                    | 16 | Daniel Ricciardo   | Toro Rosso-Ferrari    | 1:36.933 | 1:36.956 |             | 17      |
| 18                                    | 17 | Jean-Éric Vergne   | Toro Rosso-Ferrari    | 1:37.714 |          |             | 242     |
| 19                                    | 20 | Heikki Kovalainen  | Caterham-Renault      | 1:38.463 |          |             | 18      |
| 20                                    | 21 | Vitali Petrov      | Caterham-Renault      | 1:38.677 |          |             | 19      |
| 21                                    | 24 | Timo Glock         | Marussia-Cosworth     | 1:39.282 |          |             | 20      |
| 22                                    | 25 | Charles Pic        | Marussia-Cosworth     | 1:39.717 |          |             | 21      |
| 23                                    | 22 | Pedro de la Rosa   | HRT-Cosworth          | 1:40.411 |          |             | 22      |
| 24                                    | 23 | Narain Karthikeyan | HRT-Cosworth          | 1:41.000 |          |             | 23      |
| Temps per la regla del 107%: 1:42.931 |    |                    |                       |          |          |             |         |
| Font:                                 |    |                    |                       |          |          |             |         |

Notes
^1  — Lewis Hamilton ha estat penalitzat amb 5 posicions per haver canviat la caixa de canvi.
^2  — Jean Eric Vergne ha sortit del pit lane per haver fet diverses modificacions al seu cotxe després del parc tencat.

## Resultats de la Cursa
| Pos   | No | Pilot              | Constructor           | Voltes | Temps / Retirada | Pos.Sortida | Punts |
| ----- | -- | ------------------ | --------------------- | ------ | ---------------- | ----------- | ----- |
| 1     | 8  | Nico Rosberg       | Mercedes GP           | 56     | 1h 36' 26. 929   | 1           | 25    |
| 2     | 3  | Jenson Button      | McLaren-Mercedes      | 56     | + 20.626 s       | 5           | 18    |
| 3     | 4  | Lewis Hamilton     | McLaren-Mercedes      | 56     | + 26.012 s       | 7           | 15    |
| 4     | 2  | Mark Webber        | Red Bull-Renault      | 56     | + 27.924 s       | 6           | 12    |
| 5     | 1  | Sebastian Vettel   | Red Bull-Renault      | 56     | + 30.483 s       | 11          | 10    |
| 6     | 10 | Romain Grosjean    | Lotus F1 Team-Renault | 56     | + 31.491 s       | 10          | 8     |
| 7     | 19 | Bruno Senna        | Williams-Renault      | 56     | + 34.597 s       | 14          | 6     |
| 8     | 18 | Pastor Maldonado   | Williams-Renault      | 56     | + 35.643 s       | 13          | 4     |
| 9     | 5  | Fernando Alonso    | Ferrari               | 56     | + 37.256 s       | 9           | 2     |
| 10    | 14 | Kamui Kobayashi    | Sauber-Ferrari        | 56     | + 38.720 s       | 3           | 1     |
| 11    | 15 | Sergio Pérez       | Sauber-Ferrari        | 56     | + 41.066 s       | 8           |       |
| 12    | 11 | Paul di Resta      | Force India-Mercedes  | 56     | + 42.273 s       | 15          |       |
| 13    | 6  | Felipe Massa       | Ferrari               | 56     | + 42.779 s       | 12          |       |
| 14    | 9  | Kimi Räikkönen     | Lotus F1 Team-Renault | 56     | + 50.573 s       | 4           |       |
| 15    | 12 | Nico Hülkenberg    | Force India-Mercedes  | 56     | + 51.213 s       | 16          |       |
| 16    | 17 | Jean-Éric Vergne   | Toro Rosso-Ferrari    | 56     | + 51.756 s       | 24          |       |
| 17    | 16 | Daniel Ricciardo   | Toro Rosso-Ferrari    | 56     | + 1' 03.156 min. | 17          |       |
| 18    | 21 | Vitali Petrov      | Caterham-Renault      | 55     | + 1 Volta        | 19          |       |
| 19    | 24 | Timo Glock         | Marussia-Cosworth     | 55     | + 1 Volta        | 20          |       |
| 20    | 25 | Charles Pic        | Marussia-Cosworth     | 55     | + 1 Volta        | 21          |       |
| 21    | 22 | Pedro de la Rosa   | HRT-Cosworth          | 55     | + 1 Volta        | 22          |       |
| 22    | 23 | Narain Karthikeyan | HRT-Cosworth          | 54     | + 2 Voltes       | 23          |       |
| 23    | 20 | Heikki Kovalainen  | Caterham-Renault      | 53     | + 3 Voltes       | 18          |       |
| Ret   | 7  | Michael Schumacher | Mercedes GP           | 12     | Rodes            | 2           |       |
| Font: |    |                    |                       |        |                  |             |       |

## Classificació del mundial després de la cursa
| Pos | Pilot            | Punts |
| --- | ---------------- | ----- |
| 1   | Lewis Hamilton   | 45    |
| 2   | Jenson Button    | 43    |
| 3   | Fernando Alonso  | 37    |
| 4   | Mark Webber      | 36    |
| 5   | Sebastian Vettel | 28    |

| Pos | Constructor      | Punts |
| --- | ---------------- | ----- |
| 1   | McLaren-Mercedes | 88    |
| 2   | Red Bull-Renault | 64    |
| 3   | Ferrari          | 37    |
| 4   | Sauber-Ferrari   | 31    |
| 5   | Mercedes GP      | 26    |

- Nota: Només s'inclouen els 5 primers de cada classificació. Per veure-la completa aneu a Temporada 2012 de Fórmula 1

## Altres
- Pole: Nico Rosberg 1' 35. 121

- Volta ràpida: Kamui Kobayashi 1' 39. 960 (a la volta 40)

- És la primera pole i la primera victòria per Nico Rosberg i alhora la primera volta ràpida per Kamui Kobayashi.